# 青村真明
青村 真明（あおむら しんめい、1924年3月2日 - 1953年5月13日）は、日本の歴史学者。専攻は近代日本思想史。

## 経歴
東京生まれ。甲子郎と名付けられる。1937年に父親の奨めにより僧籍に入り、真明と改名する。旧制麻布中学校卒業後、1941年に第三高等学校高等科文科甲類に入学し、1943年に卒業。1943年10月に東京帝国大学文学部国史学科入学するも、1944年8月から1945年4月まで土浦海軍航空隊入隊、ついで同年6月まで横須賀海軍通信学校を経て、松山海軍基地で終戦を迎える。同年10月に復学し、国史研究室の民主改革に努め「青村時代」と称された。卒業論文「所謂『明治四十年代』の一考察」をまとめ、1948年9月卒業。
戦後、東大学生歴史学研究会を設立し、また服部之総を中心として設立された日本近代史研究会の同人として、「画報近代百年史」全18巻の執筆編集にあたった。東京帝国大学国史学科の同級生には、色川大吉などがいる。

## 著作
青村眞明遺稿集刊行会 編『青村眞明遺稿集』日本近代史研究会、1954年。 NCID BA4236047X。

## 肖像
- 東大十八史会 編『学徒出陣から五十年』揺籃社、1994年。ISBN 494643013X。巻頭の集合写真「国史研究室の群像 昭和22年」にある。
- 川村善二郎「歴史の教訓に学ぶ」『Peace あさかわ　浅川地下壕の保存をすすめる会ニュース』No.31、2002年 - ウェイバックマシン（2016年12月8日アーカイブ分）1952年の日本近代史研究会による「画報近世三百年史」編集会議の集合写真に写っている。